# Donja Rašenica
Donja Rašenica falu Horvátországban Belovár-Bilogora megyében. Közigazgatásilag Grobosinchoz tartozik.

## Fekvése
Belovártól légvonalban 39, közúton 43 km-re délkeletre, Verőcétől légvonalban 22, közúton 27 km-re délnyugatra, községközpontjától 5 km-re délkeletre Nyugat-Szlavóniában, az Ilova jobb oldali mellékvize, a Rašenica-patak partján fekszik.

## Története
A török kiűzése után a község területe majdnem teljesen lakatlan volt és rengeteg szántóföld maradt műveletlenül. Ezért a bécsi udvar elhatározta, hogy a földeket a betelepítendő határőrcsaládok között osztja fel. Az első betelepülő családok 1698-ban érkeztek Lika, Bosznia, a horvát Tengermellék és Imotski területéről. Újjászervezték a közigazgatást is. Létrehozták a katonai határőrvidéket, mely nem tartozott a horvát bánok fennhatósága alá, hanem osztrák és magyar generálisok irányításával közvetlenül a bécsi udvar alá tartozott.
A települést 1774-ben az első katonai felmérés térképén „Dorf Dolnia Hraszchenicza” néven találjuk. A katonai közigazgatás idején a szentgyörgyvári ezredhez tartozott. Lipszky János 1808-ban Budán kiadott repertóriumában „Rassenicza (Dolnya)” néven szerepel. Nagy Lajos 1829-ben kiadott művében a két Rašenicát együtt, „Raszenicza” néven 60 házzal, 25 katolikus és 311 ortodox vallású lakossal találjuk.
A katonai közigazgatás megszüntetése (1871) után Magyar Királyságon belül Horvát-Szlavónország részeként, Belovár-Kőrös vármegye Grubisno Poljei járásának része volt. 
1857-ben 341, 1910-ben 449 lakosa volt. A 19. század végén és a 20. század elején az olcsó földterületek miatt és a jobb megélhetés reményében nagyszámú cseh lakosság telepedett le itt. 1910-ben a népszámlálás adatai szerint lakosságának 38%-a cseh, 36%-a szerb, 23%-a horvát anyanyelvű volt. Az első világháború után 1918-ban az új szerb-horvát-szlovén állam, majd később (1929-ben) Jugoszlávia része lett. 1941 és 1945 között a németbarát Független Horvát Államhoz, háború után a település a szocialista Jugoszláviához tartozott. 1991-től a független Horvátország része. 1991-ben lakosságának 55%-a cseh, 29%-a horvát, 13%-a szerb nemzetiségű volt. 2011-ben 164 lakosa volt.

## Lakossága
| Lakosság változása | Lakosság változása | Lakosság változása | Lakosság változása | Lakosság változása | Lakosság változása | Lakosság változása | Lakosság változása | Lakosság változása | Lakosság változása | Lakosság változása | Lakosság változása | Lakosság változása | Lakosság változása | Lakosság változása | Lakosság változása |
| ------------------ | ------------------ | ------------------ | ------------------ | ------------------ | ------------------ | ------------------ | ------------------ | ------------------ | ------------------ | ------------------ | ------------------ | ------------------ | ------------------ | ------------------ | ------------------ |
| 1857               | 1869               | 1880               | 1890               | 1900               | 1910               | 1921               | 1931               | 1948               | 1953               | 1961               | 1971               | 1981               | 1991               | 2001               | 2011               |
| 341                | 353                | 454                | 401                | 449                | 449                | 450                | 434                | 396                | 390                | 385                | 352                | 301                | 233                | 201                | 164                |

(1857 és 1880 között Gornja Rašenica lakosságát is ide számították.)

## Nevezetességei
A Legszentebb Istenanya mennybevétele (Uspenja Presvete Bogorodice) tiszteletére szentelt pravoszláv parochiális temploma 1991-ig a Rašenica és Ivanovo Selo közötti hegyen állt. A Nagyboldogasszonynak (Velika Gospa) is nevezett templom a község legnagyobb méretű fatemploma volt. A hagyomány szerint a templomot 1709-ben építették, de végső formáját csak a 18. század utolsó évtizedében nyerte el. Állítólagos építtetője Radojčić kapitány volt, de az építés mindenképpen az akkori katonai hatóságok engedélyével és felügyelete alatt történt. Utolsó jelentősebb átépítése a 19. század végén volt, amikor ablakait és bejárati részét nagyobbították. Ikonosztáza Trifon mester munkája volt, aki alkotását 1798-ban fejezte be. Az ikonosztázon 54 kis ikonfestmény volt látható. Az 1980-as években a belső tér faszerkezetének, illetve ikonosztázának rossz állapota miatt felújítását határozták el. Az épületet 1991-ben ismeretlen tettesek felgyújtották és porig égett. Ma a magas növényzet alól az egykori épület alapjai is alig ismerhetők fel. Az egykori templom körül temető található, mely szintén nagyon rossz állapotban van.